# Lena Anderson
Lena Anderson (* 27. Mai 1939 in Stockholm) ist eine schwedische Kinderbuchautorin und -illustratorin.

## Leben
Nach ihrer Ausbildung auf der Kunstfachschule arbeitete Anderson lange als Art Director bei einer schwedischen Wochenzeitschrift. Sie verdient ihren Lebensunterhalt als Zeichnerin, Malerin und Gestalterin. Sie lebt in Stockholm und in ihrem schwedischen Landhaus.

## Werke
- Die Idylle von Stensby, Eichborn, ISBN 978-3-8218-0886-4.
- Groß und Klein laden ein (Bilderbücher), Oettinger, ISBN 978-3-7891-6262-6.
- Hase will baden (schwedischer Originaltitel Kanin-bad, 1986), Rabén & Sjögren, ISBN 978-91-29-69554-0.
- Hase will ein Geschenk machen, Carlsen, ISBN 978-3-551-11671-0.
- Majas blühendes Notizbuch, C. Bertelsmann, ISBN 978-3-570-05836-7.
- Majas Tagebuch, C. Bertelsmann, ISBN 978-3-570-12131-3.
- Majas kleiner Garten, C. B. Jugendbuch, ISBN 978-3-570-07919-5.
- Rosa und Oma (Bilderbuch), Aladin-Verlag, ISBN 978-3-8489-0087-9.
- Rosa und die Zimtschnecken (Bilderbuch), Aladin-Verlag, ISBN 978-3-8489-0088-6.
- Sturm-Stina, cbj, ISBN 978-3-570-04042-3.
- Tick-Tock (englische Ausgabe), Raben & Sjogren AB, ISBN 978-91-29-64074-8.
- Linnea im Garten des Malers (geschrieben von Christina Björk, illustriert von Lena Anderson), cbj, ISBN 978-3-570-22556-1.
- Linneas Jahrbuch (geschrieben von Christina Björk, illustriert von Lena Anderson), cbj, ISBN 978-3-570-18063-1.
- Die schnellste Bohne der Stadt (geschrieben von Christina Björk, illustriert von Lena Anderson), DTV, ISBN 978-3-8218-0886-4.
- Lillis Geheimnis (mit Versen von Paul Maar), Oetinger, ISBN 978-3-7891-6265-7.
- Stinas Sommer: Sturm-Stina / Stina und der Lügenkapitän[2], cbj, ISBN 978-3-570-15620-9.

## Auszeichnungen
- 1984: Elsa Beskow-Plakette für Maja auf der Spur der Natur
- 1984: Deutscher Jugendliteraturpreis für das Sachbuch Linnéas Jahrbuch, zusammen mit Christina Björk
- 1988: Astrid-Lindgren-Preis
- 1988: Deutscher Jugendliteraturpreis für das Sachbuch Linnéa im Garten des Malers, zusammen mit Christina Björk
- 2000: Expressens Heffaklump
- 2002: Ottilia Adelborg-Preis
- 2005: Linné-Preis